# Francisco Domingo Barbosa Da Silveira
Francisco Domingo Barbosa Da Silveira (Tambores, 26 marzo 1944 – Madrid, 17 giugno 2015) è stato un vescovo cattolico uruguaiano.

## Biografia
Monsignor Francisco Domingo Barbosa Da Silveira nacque a Tambores il 26 marzo 1944.

### Formazione e ministero sacerdotale
Studio inizialmente nel seminario minore di Florida, quale alunno della diocesi di Tacuarembó, e seguì poi i corsi di filosofia e teologia nel seminario maggiore "Entre Ríos" in Argentina e nel seminario maggiore interdiocesano "Cristo Re" di Montevideo.
Il 17 giugno 1972 fu ordinato presbitero per la diocesi di Salto.
Dal 1972 al 1982 fu vicario cooperatore presso la parrocchia cattedrale di Salto. Nel 1982 seguì un corso di spiritualità e liturgia all'Istituto teologico-pastorale per l'America latina del Consiglio episcopale latinoamericano a Medellín in Colombia. Successivamente fu vicario parrocchiale nella chiesa del Sacro Cuore di Gesù a Young dal 1983 al 1987 e parroco della parrocchia di Santa Rosa del Cuareim a Bella Unión dal 1987 al 1998. Nel 1992 seguì un corso di rinnovamento teologico-pastorale presso la Pontificia Università di Salamanca in Spagna. Dal febbraio del 1999 fu vicario per la pastorale della diocesi di Salto e contemporaneamente amministratore parrocchiale della parrocchia dell'Immacolata Concezione di Tambores. Per un breve periodo fu anche vicario generale della medesima diocesi. Fu anche assessore della pastorale rurale e della liturgia, nonché dell'equipe dei ministri laici, giudice del tribunale ecclesiastico di seconda istanza della diocesi di Salto, membro del consiglio presbiterale e del collegio dei consultori.
Scrisse il "Manual de Catequesis Rural" edito dall'"Oficio Catequístico Nacional" e alcuni saggi apparsi nel secondo volume della "Diócesis de Salto. Año Centenario 1897-1998". Preparò anche un corso audiografico per la celebrazione della Santa Messa.

### Ministero episcopale
Il 6 marzo 2004 papa Giovanni Paolo II lo nominò vescovo di Minas. Ricevette l'ordinazione episcopale l'8 maggio successivo dall'arcivescovo Janusz Bolonek, nunzio apostolico in Uruguay, coconsacranti il vescovo di Salto Daniel Gil Zorrilla e quello di Maldonado-Punta del Este Rodolfo Pedro Wirz Kraemer.
Nel settembre del 2008 compì la visita ad limina.
Qualche anno dopo monsignor Barbosa Da Silveira venne ricattato da due ex detenuti uruguaiani con cui aveva compiuto atti omosessuali e che pertanto li denunciò. Secondo fonti della polizia, i due erano stati assunti per lavorare nel vescovado. Nel dicembre del 2008, dopo una cena, monsignor Barbosa Da Silveira avrebbe avuto rapporti sessuali con i due uomini, atto che venne registrato con un telefono cellulare. La registrazione sarebbe stata usata in seguito per ricattare il vescovo.
Il 1º luglio 2009 papa Benedetto XVI accettò la sua rinuncia al governo pastorale della diocesi e nominò monsignor Rodolfo Pedro Wirz Kraemer amministratore apostolico della diocesi.
Dopo lo scandalo sessuale in Uruguay monsignor Barbosa Da Silveira si trasferì in Spagna e divenne sacerdote cooperatore nella parrocchia dell'Assunzione di Nostra Signora del quartiere Aravaca di Madrid.
Morì a Madrid il 17 giugno 2015 all’età di 71 anni. Le esequie si tennero il giorno successivo a Madrid.

## Genealogia episcopale
La genealogia episcopale è:
- Cardinale Scipione Rebiba
- Cardinale Giulio Antonio Santori
- Cardinale Girolamo Bernerio, O.P.
- Arcivescovo Galeazzo Sanvitale
- Cardinale Ludovico Ludovisi
- Cardinale Luigi Caetani
- Cardinale Ulderico Carpegna
- Cardinale Paluzzo Paluzzi Altieri degli Albertoni
- Papa Benedetto XIII
- Papa Benedetto XIV
- Papa Clemente XIII
- Cardinale Enrico Benedetto Stuart
- Papa Leone XII
- Cardinale Chiarissimo Falconieri Mellini
- Cardinale Camillo Di Pietro
- Cardinale Mieczysław Halka Ledóchowski
- Cardinale Jan Maurycy Paweł Puzyna de Kosielsko
- Arcivescovo Józef Bilczewski
- Arcivescovo Bolesław Twardowski
- Arcivescovo Eugeniusz Baziak
- Papa Giovanni Paolo II
- Arcivescovo Janusz Bolonek
- Vescovo Francisco Domingo Barbosa Da Silveira